# Gorana Maričić
Gorana Maričić est une ancienne joueuse de volley-ball serbe née le 8 août 1984 à Subotica. Elle mesure 1,87 m et jouait au poste d'attaquante. 

## Clubs
| Club                       | De        | À         |
| -------------------------- | --------- | --------- |
| Northwood University       | 2005-2006 | 2005-2006 |
| Oregon University          | 2006-2007 | 2007-2008 |
| La Rochette                | 2008-2009 | 2008-2009 |
| Stade Français-Saint-Cloud | 2009-2010 | 2009-2010 |
| Évreux Volley-ball         | 2010-2011 | 2010-2011 |
| Minerva Volley Pavia       | 2011-2012 | 2011-2012 |
| Parme Volley Girls         | jan 2012  | mai 2012  |